# Farinógrafo

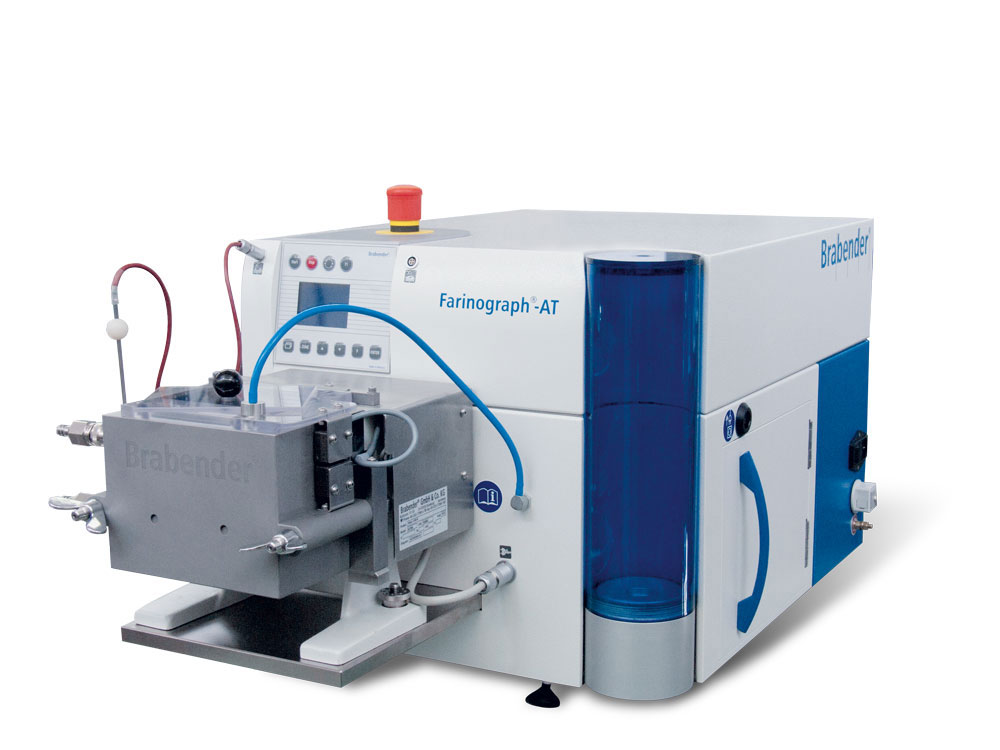
Un farinógrafo Brabender

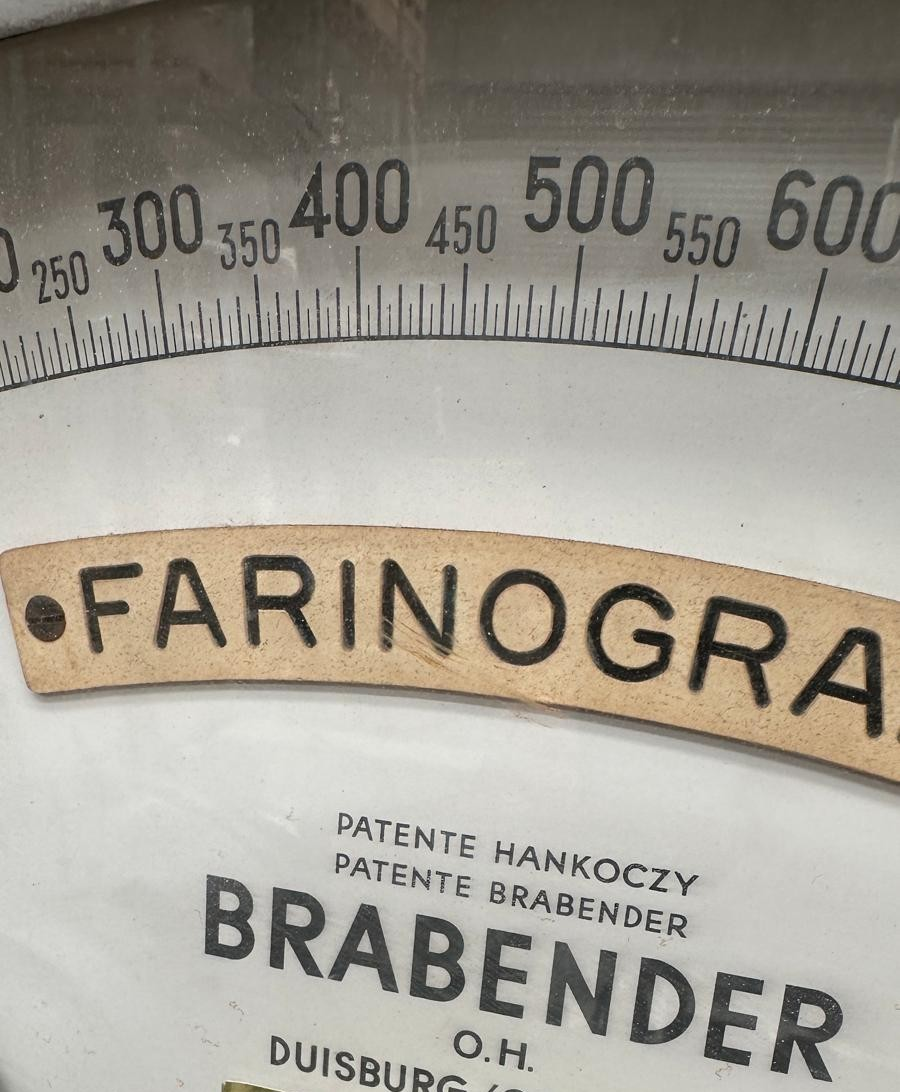
Farinógrafo mecánico

Un farinógrafo es una máquina que mide las propiedades físicas de la harina, como su consistencia o capacidad de absorber agua. Aunque fue comercializado por primera vez en 1928 por Carl Wilhelm Brabender en Alemania, los principios científicos en los que se basa fueron desarrollados previamente, en 1912, por el químico agrícola húngaro Jenő Hankóczy.
El farinógrafo permite medir la tensión y la viscosidad de una masa (mezcla de harina y agua). La magnitud primaria del farinógrafo es la Unidad de Brabender  (BU), una unidad arbitraria para medir la viscosidad de un fluido.
Gracias a la información que proporciona el farinógrafo, un panadero puede prever el comportamiento de su masa antes incluso de hacerla, a saber: 
- La capacidad de absorber agua
- La viscosidad de la masa, incluida la proporción máxima de agua / gluten (antes de su degradación)
- El tiempo máximo de mezcla para llegar a la proporción deseada de agua / gluten.
- La estabilidad de la harina durante la mezcla.
- La tolerancia del gluten de una harina.

## Método
El farinógrafo dibuja un gráfico curvo llamado farinograma, siendo el eje vertical las Unidades Brabender (BU) y el eje horizontal, el tiempo expresado en minutos. El gráfico generalmente tiene forma de palo de hockey, y la curva es más o menos aguda dependiendo de la fuerza del gluten (W) en la harina.

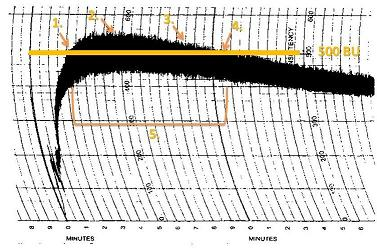
Este farinograma pertenece a una harina panificable de fuerza (rica en gluten), ya que su tiempo de estabilidad es relativamente largo y el MTI todavía está por encima de las 500 BU. Por contra, una harina floja, tendría un declive mucho más pronunciado tras el pico inicial.

Los puntos de interés del gráfico son cinco:
1. Hora inicial o de llegada: la absorción es el punto conveniente que representa una proporción objetiva de agua y harina en el pan. Esta proporción está marcada en la línea de las 500 BU y se toma como regla general para el sabor, la textura y el rendimiento de la masa deseados durante la fermentación y el horneado. Todas las demás medidas se basan en este estándar de 500 BU. (Por ejemplo, la BU consensuado para unos fideos es de 1000).[3] Por lo tanto, en el gráfico la hora pico es el punto en el gráfico donde la parte superior de la curva alcanza los 500 BU e indica la tasa de absorción (minutos / BU).
2. Hora pico: la hora pico se alcanza en el punto más alto de la curva e indica cuándo la masa ha alcanzado su viscosidad máxima antes de que las hebras de gluten comiencen a descomponerse.
3. Índice de tolerancia de mezcla (MTI):[n. 1] el MTI se calcula tomando la diferencia en BU entre la hora pico (en el gráfico de arriba de 3 minutos, 30 segundos) y 5 minutos después de que se alcanza la hora pico. Esto lo utilizan los panaderos para determinar la cantidad que una masa se ablandará durante un período de mezcla. El MTI puede expresarse como un valor en BU o como un porcentaje de las BU perdidas con el tiempo: {\displaystyle {\tfrac {BU^{n}-BU^{n-x}}{BU^{n}}}}
4. Hora final o de salida: se define como el punto en el que la curva desciende por debajo de la línea de 500 BU. Este punto generalmente se considera el punto en el que el gluten se descompone y la masa se mezcla demasiado.
5. Estabilidad: comprende el espacio entre la hora de llegada y la hora de salida y generalmente indica la fuerza de una harina (cuánto gluten tiene una harina y qué tan fuerte es).

## Usos
El farinógrafo es utilizado por panaderos y técnicos de la alimentación de todo el mundo, principalmente para estandarizar fórmulas de panadería. El farinógrafo les da a los panaderos una buena instantánea de las propiedades de la harina y cómo reaccionará la harina en las diferentes etapas de la cocción, lo que les ayuda a elegir una harina determinada para cualquier propósito. Los harineros utilizan el farinógrafo Brabender para acceder a las propiedades de la harina y determinar si es necesario realizar cambios en el molino. El harinero también usa el farinógrafo para preparar la masa y realizar más pruebas de extensibilidad después de un período de reposo (similar a la prueba) con el extensógrafo de Brabender. 
La aplicación industrial de estos cinco puntos tiene un gran alcance. Un panadero puede usar, por ejemplo, el tiempo de llegada como un tiempo mínimo al planificar el tiempo completo de producción de un lote de masa. Un panadero también puede usar el MTI como guía para juzgar la respuesta de una masa a la adición de otros ingredientes. El tiempo pico puede usarse como tiempo de mezcla objetivo para una estructura y resistencia óptimas del gluten. La estabilidad se puede utilizar como método para determinar la estructura celular deseada antes de que se produzca una degradación irreparable del gluten.

## Historia
El concepto detrás del farinógrafo fue desarrollado por Jenő Hankóczy (1879–1939), un químico agrícola húngaro. En 1905, inventó el Farinométer, un instrumento para medir la fuerza del gluten y la extensibilidad de la masa.
En 1912, perfeccionó su diseño para incluir la medición de la absorción de agua y la consistencia de la masa, principios fundamentales que luego formarían parte del farinógrafo moderno.
Aunque el equipo fue finalmente industrializado y lanzado comercialmente en 1928 por Carl Wilhelm Brabender, los trabajos previos de Hankóczy constituyen la base científica sobre la que se construyó.